# Formula One Championship Edition
Formula One Championship Edition és un videojoc de curses basat en la Fórmula 1, desenvolupat per SCE Studio Liverpool i publicat per Sony Computer Entertainment, per la Sony PlayStation 3

## Jugabilitat
Formula One Championship Edition segueix de la temporada de la Fórmula 1 del 2006,amb 18 circuits, 11 equips i 22 conductors. Els equips són:
- Renault F1 - conductors: Fernando Alonso i Giancarlo Fisichella
- McLaren Mercedes - conductors: Kimi Räikkönen i Juan Pablo Montoya
- Ferrari F1 - conductors: Michael Schumacher i Felipe Massa
- Toyota F1 - conductors: Ralf Schumacher i Jarno Trulli
- Williams F1 - conductors: Mark Webber i Nico Rosberg
- Honda F1 - conductors: Rubens Barrichello i Jenson Button
- Red Bull Racing - conductors: David Coulthard i Christian Klien
- BMW Sauber - conductors: Nick Heidfeld i Jacques Villeneuve
- Midland F1 - conductors: Tiago Monteiro i Christijan Albers
- Scuderia Toro Rosso - conductors: Vitantonio Liuzzi i Scott Speed
- Super Aguri - conductors: Takuma Sato i Yuji Ide

Els circuits són:
- Gran Premi de Bahrain - Sakhir
- Gran Premi de Malàisia - Sepang
- Gran Premi d'Austràlia - Albert Park (Melbourne)
- Gran Premi de San Marino - Imola
- Gran Premi d'Europa - Nürburgring
- Gran Premi d'Espanya - Barcelona
- Gran Premi de Mònaco - Monte Carlo
- Gran Premi de la Gran Bretanya - Silverstone
- Gran Premi del Canadà - Île Notre-Dame (Mont-real)
- Gran Premi dels Estats Units - Indianapolis
- Gran Premi de França - Magny Cours
- Gran Premi d'Alemanya - Hockenheim
- Gran Premi d'Hongria - Budapest
- Gran Premi de Turquia - Istanbul
- Gran Premi d'Itàlia - Monza
- Gran Premi de la Xina - Xangai
- Gran Premi del Japó - Suzuka
- Gran Premi del Brasil - Sao Paulo
- Pista de proves - Jerez

El videojoc segueix la mateixa estructura de jugabilitat del F1 06 de Playstation 2. Les principals diferències es poden incloure les actualitzacions visuals per la PS3 fins i tot més detalls, reflexos en temps real, reflexos dels cotxes en el circuit i nous efectes climatològics. Una altra característica important és la compatibilitat amb alta definició.

## Llançament
És el primer videojoc de Fórmula 1 llançat a Amèrica des del 2003, quan EA Sports va llançar el F1 Challenge '99-'02 per ordinador, i el F1 Career Challenge per PlayStation 2, Xbox i Gamecube.

## E3
El primer tràiler del Formula One Championship Edition va ser mostrat a l'E3 2005, durant la conferència de Sony. El tràiler mostra els pilots de la temporada del 2005, competint en el Circuit de Suzuka, al Japó. Sony i SCE Studio Liverpool van llançar un altre tràiler, on els pilots de la temporada del 2006 competeixen a l'Autodromo Nazionale Monza mentre es mostren les noves característiques, com el d'utilitzar la PSP de mirall per mirar enrere. Aquesta característica va ser eliminada.

## Recepció de la crítica
Anàlisis
- IGN - 7,2 de 10
- Gamespot - 7,2 de 10
- Gamespy - 4 de 5
- GameTrailers - 7,3 de 10

Compilació d'anàlisis
- GameRankings - 76% (basat en 19 anàlisis)
- MetaCritic Arxivat 2007-07-01 a Wayback Machine. - 75 de 100 (basat en 23 anàlisis)

## Demo
Hi ha un demo disponible des del novembre del 2006 al PlayStation Network. En aquest demo, els jugadors poden conduir en l'Indianapolis Motor Speedway o l'Autodromo Nazionale Monza.